# Saint-Amand-Montrond

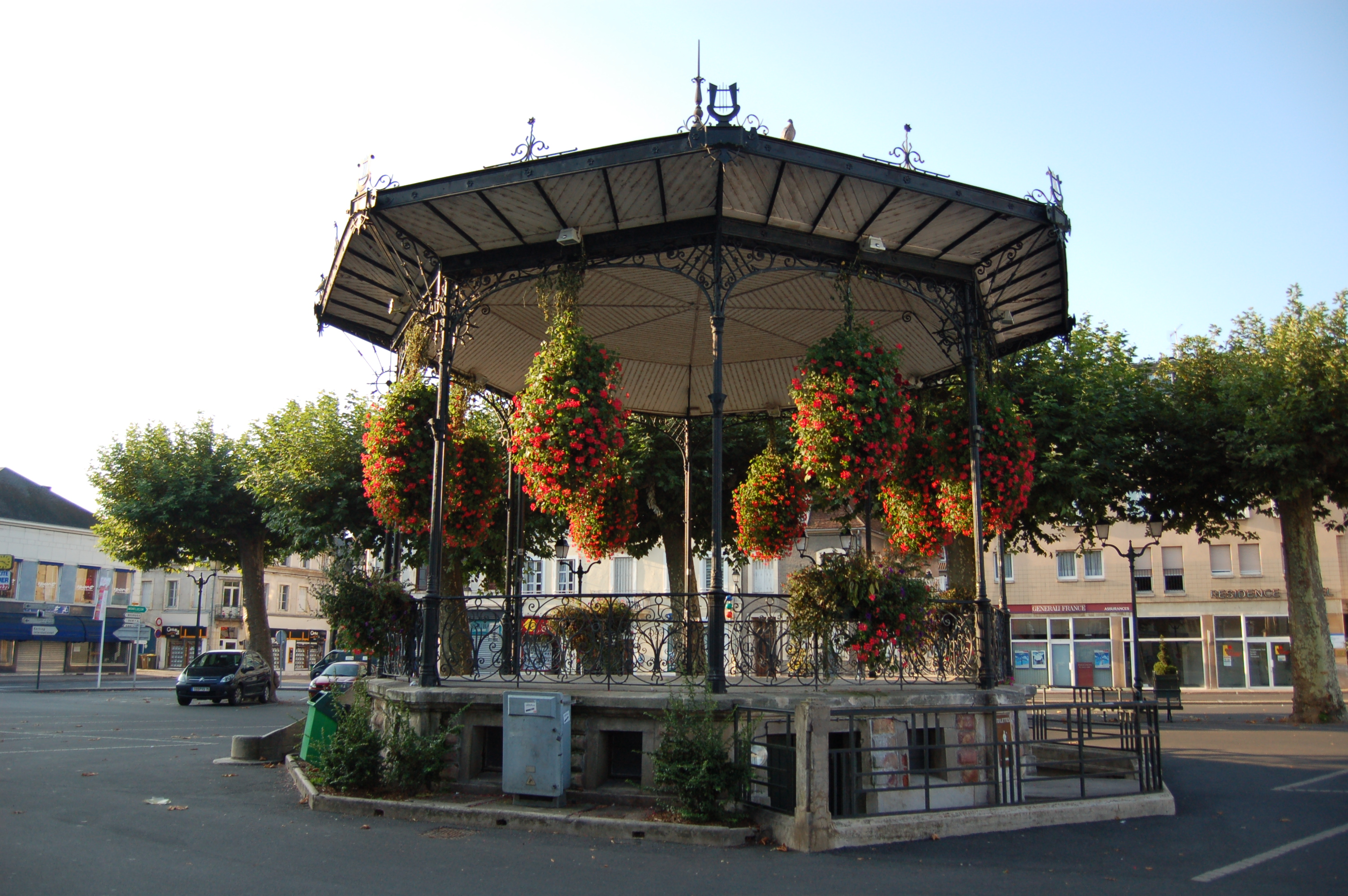
Place de la République.

Saint-Amand-Montrond (franskt uttal: [sɛ̃.t‿amɑ̃ mɔ̃ʁɔ̃]
 ( lyssna)) är en kommun i departementet Cher i regionen Centre-Val de Loire i centrala Frankrike. Kommunen ligger cirka 25 mil söder om Paris och är huvudort (sous-préfecture) i arrondissementet Saint-Amand-Montrond. År 2022 hade Saint-Amand-Montrond 9 690 invånare.
Staden är känd som "Ville d'Or" ("guldstaden") tack vare en lång tradition av guldsmide samt att den befinner sig nästan exakt vid Frankrikes geografiska medelpunkt.

## Historia
Bosättningen i området går tillbaka till förhistorisk tid. Tre städer delade på området under medeltiden: Saint-Amand-le-Chastel, Montrond och Saint-Amand-sous-Montrond. Under denna period installerade sig cistercien-munkarna i Gudshuset (la Maison-Dieu), som idag är klostret Noirlac.

## Geografi
Staden är belägen på östra stranden vid floden Cher och genom staden flyter Canal de Berry.

## Utbildning
Kommunen har fyra så kallade "Ecole Maternelle" som är en typ av lekskola, sex "Ecole Primaire" vilket kan jämföras med lågstadieskolor, två Collège som är motsvarande mellanstadium och högstadium samt två Lycée motsvarande gymnasium. Dessa två är "Jean Moulin et Lycée Professionnel" vilken är den största och har cirka 700 elever och de vanligaste studieförberedande programmen samt "Lycée Jean Guéhenno" som enbart har yrkesutbildning.

## Transport
- Icke-elektrifierad järnväg trafikerad med hjälp av diesellok till Montluçon, Bourges, Vierzon och Orléans samt direkttåg till Paris (cirka 3 timmar).
- Motorväg A71 till Paris (2 h 30) Clermont-Ferrand (1 h 30), Lyon (2 h 30), Orléans (1 h 30).
- Flygfält i Bourges (25 min) och Châteauroux (35 min).

## Befolkningsutveckling
| Befolkningsutvecklingen i Saint-Amand-Montrond 1968–2021 | Befolkningsutvecklingen i Saint-Amand-Montrond 1968–2021 | Befolkningsutvecklingen i Saint-Amand-Montrond 1968–2021 | Befolkningsutvecklingen i Saint-Amand-Montrond 1968–2021 | Befolkningsutvecklingen i Saint-Amand-Montrond 1968–2021 |
| -------------------------------------------------------- | -------------------------------------------------------- | -------------------------------------------------------- | -------------------------------------------------------- | -------------------------------------------------------- |
|                                                          |                                                          |                                                          |                                                          |                                                          |
| År                                                       |                                                          |                                                          | Folkmängd                                                |                                                          |
| 1968                                                     | 1968                                                     |                                                          | 11 495                                                   |                                                          |
| 1975                                                     | 1975                                                     |                                                          | 12 278                                                   |                                                          |
| 1982                                                     | 1982                                                     |                                                          | 12 451                                                   |                                                          |
| 1990                                                     | 1990                                                     |                                                          | 11 937                                                   |                                                          |
| 1999                                                     | 1999                                                     |                                                          | 11 447                                                   |                                                          |
| 2007                                                     | 2007                                                     |                                                          | 11 464                                                   |                                                          |
| 2015                                                     | 2015                                                     |                                                          | 9 919                                                    |                                                          |
| 2021                                                     | 2021                                                     |                                                          | 9 459                                                    |                                                          |

## Sevärdheter
- Medeltida kyrka,
- Antik amfiteaterruin.
- Abbay de Noirlac (välbevarat äldre kloster)
- Ruiner efter Château de Montrond
- Canal de Berry
- La Cité de l'Or
- Jardins de Drulon
- Le Musée Saint-Vic
- Salle des Carmes

I omgivningarna finns ett flertal renässansslott, tex:
- Ainay-le-Viel
- Culan
- Château de Meillant
- Le château de La Férolle

## Bildgalleri

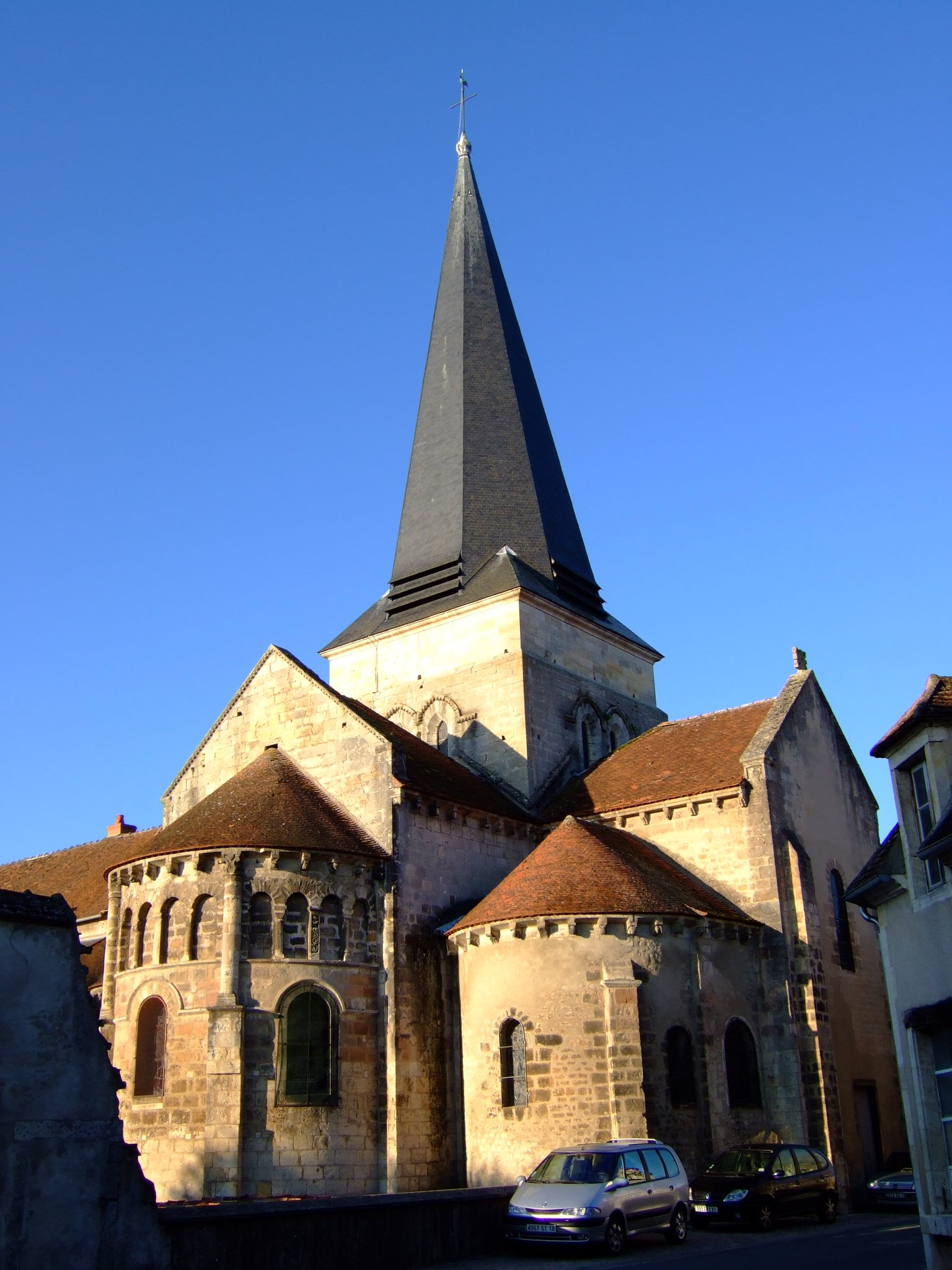
Kyrka i Saint-Amand-Montrond.
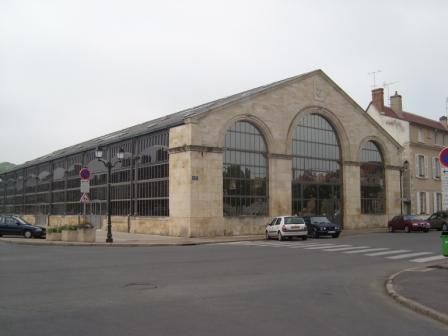
Marknadshus.
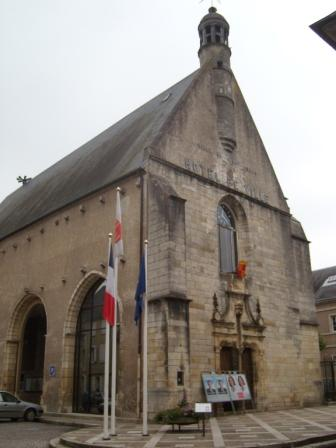
Hôtel de Ville (kommunhuset).